# Lijst van gouverneurs van Ohio

Zegel van de staat Ohio

Dit is een lijst van de gouverneurs van de Amerikaanse staat Ohio. De huidige gouverneur van Ohio is Mike DeWine van de Republikeinse Partij, die deze functie sinds 2019 uitoefent.
Prominenten die hebben gediend als gouverneur van Ohio zijn onder anderen: Return Meigs (prominent politicus), Wilson Shannon (later gouverneur van Kansas), Robert Lucas (later gouverneur van Iowa), Tom Corwin (later minister van Financiën en ambassadeur), Salmon Chase (later minister van Financiën en opperrechter voor het Hooggerechtshof), William Dennison jr. (prominent politicus), Jacob Cox (later minister van Binnenlandse Zaken), Rutherford Hayes (later president), William Allen (prominent politicus), Charles Foster (later minister van Financiën), Joseph Foraker (prominent politicus), William McKinley (later president), Jud Harmon (eerder minister van Justitie), James Middleton Cox (genomineerd presidentskandidaat 1920), John Bricker (genomineerd vicepresidentskandidaat 1944), Frank Lausche (prominent politicus), George Voinovich (prominent politicus), Bob Taft (lid van de familie-Taft) en John Kasich (prominent politicus).
Drie gouverneurs van Ohio zijn ook minister van Financiën geweest: Tom Corwin, Salmon Chase en Charles Foster. En twee werden gekozen als president: Rutherford Hayes en William McKinley.
| Nr. | Gouverneur van Ohio Governor of Ohio | Gouverneur van Ohio Governor of Ohio | Gouverneur van Ohio Governor of Ohio | Ambtstermijn     | Ambtstermijn     | Partij(en)   | Verkiezing(en) |
| --- | ------------------------------------ | ------------------------------------ | ------------------------------------ | ---------------- | ---------------- | ------------ | -------------- |
| 1   |                                      | Edward Tiffin                        | Edward Tiffin (1766–1829)            | 4 maart 1803     | 4 maart 1807     | DR           | 1803           |
| 1   | 1805                                 | Edward Tiffin                        | Edward Tiffin (1766–1829)            | 4 maart 1803     | 4 maart 1807     | DR           |                |
| 2   |                                      | Thomas Kirker                        | Thomas Kirker (1760–1837)            | 4 maart 1807     | 12 december 1808 | DR           |                |
| 3   |                                      | Samuel Huntington                    | Samuel Huntington (1765–1817)        | 12 december 1808 | 10 december 1810 | DR           | 1808           |
| 4   |                                      | Return Meigs                         | Return Meigs (1764–1825)             | 10 december 1810 | 24 maart 1814    | DR           | 1810           |
| 4   | 1812                                 | Return Meigs                         | Return Meigs (1764–1825)             | 10 december 1810 | 24 maart 1814    | DR           |                |
| 5   |                                      | Othniel Looker                       | Othniel Looker (1757–1845)           | 24 maart 1814    | 10 december 1814 | DR           |                |
| 6   |                                      | Thomas Worthington                   | Thomas Worthington (1773–1827)       | 10 december 1814 | 14 december 1818 | DR           | 1814           |
| 6   | 1816                                 | Thomas Worthington                   | Thomas Worthington (1773–1827)       | 10 december 1814 | 14 december 1818 | DR           |                |
| 7   |                                      | Ethan Brown                          | Ethan Brown (1776–1852)              | 14 december 1818 | 3 januari 1822   | DR           | 1818           |
| 7   | 1822                                 | Ethan Brown                          | Ethan Brown (1776–1852)              | 14 december 1818 | 3 januari 1822   | DR           |                |
| 8   |                                      | Allen Trimble                        | Allen Trimble (1783–1870)            | 3 januari 1822   | 28 december 1822 | DR           |                |
| 9   |                                      | Jeremiah Morrow                      | Jeremiah Morrow (1771–1852)          | 28 december 1822 | 19 december 1826 | DR           | 1822           |
| 9   | 1824                                 | Jeremiah Morrow                      | Jeremiah Morrow (1771–1852)          | 28 december 1822 | 19 december 1826 | DR           |                |
| 10  |                                      | Allen Trimble                        | Allen Trimble (1783–1870)            | 19 december 1826 | 18 december 1830 | DR (1826–28) | 1826           |
| 10  | 1828                                 | Allen Trimble                        | Allen Trimble (1783–1870)            | 19 december 1826 | 18 december 1830 | DR (1826–28) |                |
| 10  | NR (1828–30)                         | Allen Trimble                        | Allen Trimble (1783–1870)            | 19 december 1826 | 18 december 1830 |              |                |
| 11  |                                      | Duncan McArthur                      | Duncan McArthur (1772–1839)          | 18 december 1830 | 7 december 1832  | NR           | 1830           |
| 12  |                                      | Robert Lucas                         | Robert Lucas (1781–1853)             | 7 december 1832  | 12 december 1836 | D            | 1832           |
| 12  | 1834                                 | Robert Lucas                         | Robert Lucas (1781–1853)             | 7 december 1832  | 12 december 1836 | D            |                |
| 13  |                                      | Joseph Vance                         | Joseph Vance (1786–1852)             | 12 december 1836 | 13 december 1838 | W            | 1836           |
| 14  |                                      | Wilson Shannon                       | Wilson Shannon (1802–1877)           | 13 december 1838 | 16 december 1840 | D            | 1838           |
| 15  |                                      | Tom Corwin                           | Tom Corwin (1794–1865)               | 16 december 1840 | 14 december 1842 | W            | 1840           |
| 16  |                                      | Wilson Shannon                       | Wilson Shannon (1802–1877)           | 14 december 1842 | 14 april 1844    | D            | 1842           |
| 17  |                                      | Thomas Bartley                       | Thomas Bartley (1812–1885)           | 14 april 1844    | 3 december 1844  | D            | 1842           |
| 18  |                                      | Mordecai Bartley                     | Mordecai Bartley (1783–1870)         | 3 december 1844  | 12 december 1846 | W            | 1844           |
| 19  |                                      | William Bebb                         | William Bebb (1802–1873)             | 12 december 1846 | 22 januari 1849  | W            | 1846           |
| 20  |                                      | Seabury Ford                         | Seabury Ford (1801–1855)             | 22 januari 1849  | 12 december 1850 | W            | 1848           |
| 21  |                                      | Reuben Wood                          | Reuben Wood (1792–1864)              | 12 december 1850 | 13 juli 1853     | D            | 1850           |
| 21  | 1851                                 | Reuben Wood                          | Reuben Wood (1792–1864)              | 12 december 1850 | 13 juli 1853     | D            |                |
| 22  |                                      | William Medill                       | William Medill (1802–1865)           | 13 juli 1853     | 14 januari 1856  | D            |                |
| 22  | D                                    | William Medill                       | William Medill (1802–1865)           | 13 juli 1853     | 14 januari 1856  | 1853         |                |
| 23  |                                      | Salmon Chase                         | Salmon Chase (1808–1873)             | 14 januari 1856  | 9 januari 1860   | R            | 1855           |
| 23  | 1857                                 | Salmon Chase                         | Salmon Chase (1808–1873)             | 14 januari 1856  | 9 januari 1860   | R            |                |
| 24  |                                      | William Dennison jr.                 | William Dennison jr. (1815–1882)     | 9 januari 1860   | 13 januari 1862  | R            | 1859           |
| 25  |                                      | David Tod                            | David Tod (1805–1868)                | 13 januari 1862  | 11 januari 1864  | R            | 1861           |
| 26  |                                      | John Brough                          | John Brough (1811–1865)              | 11 januari 1864  | 29 augustus 1865 | NU           | 1863           |
| 27  |                                      | Charles Anderson                     | Charles Anderson (1814–1895)         | 29 augustus 1865 | 8 januari 1866   | R            | 1863           |
| 28  |                                      | Jacob Cox                            | Jacob Cox (1828–1900)                | 8 januari 1866   | 13 januari 1868  | R            | 1865           |
| 29  |                                      | Rutherford Hayes                     | Rutherford Hayes (1822–1893)         | 13 januari 1868  | 8 januari 1872   | R            | 1867           |
| 29  | 1869                                 | Rutherford Hayes                     | Rutherford Hayes (1822–1893)         | 13 januari 1868  | 8 januari 1872   | R            |                |
| 30  |                                      | Edward Noyes                         | Edward Noyes (1832–1890)             | 8 januari 1872   | 12 januari 1874  | D            | 1871           |
| 31  |                                      | William Allen                        | William Allen (1803–1879)            | 12 januari 1874  | 10 januari 1876  | D            | 1873           |
| 32  |                                      | Rutherford Hayes                     | Rutherford Hayes (1822–1893)         | 10 januari 1876  | 2 maart 1877     | R            | 1875           |
| 33  |                                      | Thomas Lowry Young                   | Thomas Lowry Young (1832–1888)       | 2 maart 1877     | 14 januari 1878  | R            | 1875           |
| 34  |                                      | Richard Bishop                       | Richard Bishop (1812–1893)           | 14 januari 1878  | 12 januari 1880  | D            | 1877           |
| 35  |                                      | Charles Foster                       | Charles Foster (1828–1904)           | 12 januari 1880  | 14 januari 1884  | R            | 1879           |
| 35  | 1881                                 | Charles Foster                       | Charles Foster (1828–1904)           | 12 januari 1880  | 14 januari 1884  | R            |                |
| 36  |                                      | George Hoadly                        | George Hoadly (1824–1902)            | 14 januari 1884  | 11 januari 1886  | D            | 1883           |
| 37  |                                      | Joseph Foraker                       | Joseph Foraker (1846–1917)           | 11 januari 1886  | 13 januari 1890  | R            | 1895           |
| 37  | 1897                                 | Joseph Foraker                       | Joseph Foraker (1846–1917)           | 11 januari 1886  | 13 januari 1890  | R            |                |
| 38  |                                      | James Edwin Campbell                 | James Edwin Campbell (1842–1924)     | 13 januari 1890  | 11 januari 1892  | D            | 1889           |
| 39  |                                      | William McKinley                     | William McKinley (1843–1901)         | 11 januari 1892  | 13 januari 1896  | R            | 1891           |
| 39  | 1893                                 | William McKinley                     | William McKinley (1843–1901)         | 11 januari 1892  | 13 januari 1896  | R            |                |
| 40  |                                      | Asa Bushnell                         | Asa Bushnell (1834–1904)             | 13 januari 1896  | 8 januari 1900   | R            | 1895           |
| 40  | 1897                                 | Asa Bushnell                         | Asa Bushnell (1834–1904)             | 13 januari 1896  | 8 januari 1900   | R            |                |
| 41  |                                      | George Nash                          | George Nash (1842–1904)              | 8 januari 1900   | 11 januari 1904  | R            | 1899           |
| 41  | 1901                                 | George Nash                          | George Nash (1842–1904)              | 8 januari 1900   | 11 januari 1904  | R            |                |
| 42  |                                      | Myron Herrick                        | Myron Herrick (1854–1929)            | 11 januari 1904  | 8 januari 1906   | R            | 1903           |
| 43  |                                      | John Pattison                        | John Pattison (1847–1906)            | 11 januari 1906  | 18 juni 1906     | D            | 1905           |
| 44  |                                      | Andrew Harris                        | Andrew Harris (1835–1915)            | 18 juni 1906     | 11 januari 1909  | R            | 1905           |
| 45  |                                      | Jud Harmon                           | Jud Harmon (1846–1927)               | 11 januari 1909  | 11 januari 1913  | D            | 1908           |
| 45  | 1910                                 | Jud Harmon                           | Jud Harmon (1846–1927)               | 11 januari 1909  | 11 januari 1913  | D            |                |
| 46  |                                      | James Middleton Cox                  | James Middleton Cox (1870–1957)      | 13 januari 1913  | 11 januari 1915  | D            | 1912           |
| 47  |                                      | Frank Willis                         | Frank Willis (1871–1928)             | 11 januari 1915  | 8 januari 1917   | R            | 1914           |
| 48  |                                      | James Middleton Cox                  | James Middleton Cox (1870–1957)      | 8 januari 1917   | 10 januari 1921  | D            | 1916           |
| 48  | 1918                                 | James Middleton Cox                  | James Middleton Cox (1870–1957)      | 8 januari 1917   | 10 januari 1921  | D            |                |
| 49  |                                      | Harry Davis                          | Harry Davis (1878–1970)              | 10 januari 1921  | 8 januari 1923   | R            | 1920           |
| 50  |                                      | Vic Donahey                          | Vic Donahey (1873–1946)              | 8 januari 1923   | 14 januari 1929  | D            | 1922           |
| 50  | 1924                                 | Vic Donahey                          | Vic Donahey (1873–1946)              | 8 januari 1923   | 14 januari 1929  | D            |                |
| 50  | 1926                                 | Vic Donahey                          | Vic Donahey (1873–1946)              | 8 januari 1923   | 14 januari 1929  | D            |                |
| 51  |                                      | Myers Cooper                         | Myers Cooper (1873–1958)             | 14 januari 1929  | 12 januari 1931  | R            | 1929           |
| 52  |                                      | George White                         | George White (1872–1953)             | 12 januari 1931  | 14 januari 1935  | D            | 1930           |
| 52  | 1932                                 | George White                         | George White (1872–1953)             | 12 januari 1931  | 14 januari 1935  | D            |                |
| 53  |                                      | Martin Davey                         | Martin Davey (1884–1946)             | 14 januari 1935  | 9 januari 1939   | D            | 1934           |
| 53  | 1936                                 | Martin Davey                         | Martin Davey (1884–1946)             | 14 januari 1935  | 9 januari 1939   | D            |                |
| 54  |                                      | John Bricker                         | John Bricker (1893–1986)             | 9 januari 1939   | 8 januari 1945   | R            | 1938           |
| 54  | 1940                                 | John Bricker                         | John Bricker (1893–1986)             | 9 januari 1939   | 8 januari 1945   | R            |                |
| 54  | 1942                                 | John Bricker                         | John Bricker (1893–1986)             | 9 januari 1939   | 8 januari 1945   | R            |                |
| 55  |                                      | Frank Lausche                        | Frank Lausche (1895–1990)            | 8 januari 1945   | 13 januari 1947  | D            | 1946           |
| 56  |                                      | Thomas Herbert                       | Thomas Herbert (1894–1974)           | 13 januari 1947  | 10 januari 1949  | R            | 1948           |
| 57  |                                      | Frank Lausche                        | Frank Lausche (1895–1990)            | 10 januari 1949  | 3 januari 1957   | D            | 1948           |
| 57  | 1950                                 | Frank Lausche                        | Frank Lausche (1895–1990)            | 10 januari 1949  | 3 januari 1957   | D            |                |
| 57  | 1952                                 | Frank Lausche                        | Frank Lausche (1895–1990)            | 10 januari 1949  | 3 januari 1957   | D            |                |
| 57  | 1954                                 | Frank Lausche                        | Frank Lausche (1895–1990)            | 10 januari 1949  | 3 januari 1957   | D            |                |
| 58  |                                      | John William Brown                   | John William Brown (1913–1993)       | 3 januari 1957   | 14 januari 1957  | R            |                |
| 58  |                                      | William O'Neill                      | William O'Neill (1916–1978)          | 14 januari 1957  | 12 januari 1959  | R            | 1956           |
| 60  |                                      | Michael DiSalle                      | Michael DiSalle (1908–1981)          | 12 januari 1959  | 14 januari 1963  | D            | 1958           |
| 61  |                                      | Jim Rhodes                           | Jim Rhodes (1909–2001)               | 14 januari 1963  | 11 januari 1971  | R            | 1962           |
| 61  | 1966                                 | Jim Rhodes                           | Jim Rhodes (1909–2001)               | 14 januari 1963  | 11 januari 1971  | R            |                |
| 62  |                                      | John Gilligan                        | John Gilligan (1921–2013)            | 11 januari 1971  | 13 januari 1975  | D            | 1970           |
| 63  |                                      | Jim Rhodes                           | Jim Rhodes (1909–2001)               | 13 januari 1975  | 10 januari 1983  | R            | 1974           |
| 63  | 1978                                 | Jim Rhodes                           | Jim Rhodes (1909–2001)               | 13 januari 1975  | 10 januari 1983  | R            |                |
| 64  |                                      | Dick Celeste                         | Dick Celeste (1937)                  | 10 januari 1983  | 14 januari 1991  | D            | 1982           |
| 64  | 1986                                 | Dick Celeste                         | Dick Celeste (1937)                  | 10 januari 1983  | 14 januari 1991  | D            |                |
| 65  |                                      | George Voinovich                     | George Voinovich (1936–2016)         | 14 januari 1991  | 31 december 1998 | R            | 1990           |
| 65  | 1994                                 | George Voinovich                     | George Voinovich (1936–2016)         | 14 januari 1991  | 31 december 1998 | R            |                |
| 66  |                                      | Nancy Hollister                      | Nancy Hollister (1949)               | 31 december 1998 | 11 januari 1999  | R            |                |
| 67  |                                      | Bob Taft                             | Bob Taft (1942)                      | 11 januari 1999  | 8 januari 2007   | R            | 1998           |
| 67  | 2002                                 | Bob Taft                             | Bob Taft (1942)                      | 11 januari 1999  | 8 januari 2007   | R            |                |
| 68  |                                      | Ted Strickland                       | Ted Strickland (1941)                | 8 januari 2007   | 10 januari 2011  | D            | 2006           |
| 69  |                                      | John Kasich                          | John Kasich (1952)                   | 10 januari 2011  | 14 januari 2019  | R            | 2010           |
| 69  | 2014                                 | John Kasich                          | John Kasich (1952)                   | 10 januari 2011  | 14 januari 2019  | R            |                |
| 70  |                                      | Mike DeWine                          | Mike DeWine (1947)                   | 14 januari 2019  | heden            | R            | 2018           |
| 70  | 2022                                 | Mike DeWine                          | Mike DeWine (1947)                   | 14 januari 2019  | heden            | R            |                |

(D): Democraat · (R): Republikein · (O): Onafhankelijk